# Meryem Yamak
Meryem Yamak (* 26. August 1962 in Soma; auch als Meriç Yamak bekannt) ist eine ehemalige deutsche Fußballspielerin und -trainerin türkischer Herkunft. Die gegenwärtig als Frauenfußball-Europarepräsentantin und Scout für den türkischen Fußballverband tätige Yamak ist die erste türkischstämmige Profifußballerin in Deutschland. Darüber hinaus ist sie die erste türkischstämmige Frau mit einer A-Lizenz für Fußballtrainer (absolviert 1998 beim DFB).

## Karriere

### Spielerin
Im westtürkischen Soma, 85 km nördlich von Manisa in der gleichnamigen Provinz zur Welt gekommen, begann Yamak dort mit ihren Brüdern und deren Freunden mit dem Fußballspielen und versetzte Spieler und Zuschauer aufgrund ihres Talents und der Tatsache, dass sie ein Mädchen ist, in Erstaunen. Anfang der 1970er Jahre wanderte sie mit ihrer Familie nach Deutschland aus und begann mit zwölf Jahren in der Jugendmannschaft des FC Hochbrück, einem Stadtteilverein von Garching bei München, Fußball zu spielen.
1980 wurde sie vom FC Bayern München verpflichtet und war damit die erste türkischstämmige Fußballspielerin auf Landesverbandsebene und anschließend in der Bundesliga. Mit ihrer Mannschaft erreichte sie das Finale um die Deutsche Meisterschaft 1982, das am 17. Juni in Bergisch Gladbach mit 0:6 gegen die 
SSG 09 Bergisch Gladbach verloren wurde. 
Dafür gewann sie als Spielerin der Auswahlmannschaft des Bayerischen Fußball-Verbandes das Finale um den Länderpokal, der am 17. April 1983 in Grünberg gegen die Auswahlmannschaft des Hessischen Fußball-Verbandes mit 4:3 im Elfmeterschießen errungen wurde.  Im 1985er Finale, das am 30. Juni in Duisburg mit 0:1 gegen den KBC Duisburg verloren wurde, kam sie aufgrund einer Knieoperation nicht zum Einsatz. 1991 wechselte sie zum FC Wacker München, bei dem sie nach zwei Spielzeiten 1993 ihre aktive Karriere beendete.

### Trainerin
Ihre Trainerkarriere begann Yamak 1993 beim SV Türk Gücü München, deren männliche Jugend sie auf den zweiten Platz führte. 1994 kehrte sie an ihre alte Wirkungsstätte FC Wacker München zurück.
Von 1995 bis 1998 übernahm sie die Frauenmannschaft der SpVgg Unterhaching, die seinerzeit in der Bezirksliga spielte. Von 1999 bis zum Jahr 2001 war sie als Trainerin der zweiten Frauenmannschaft des FC Bayern München tätig und stieg mit ihnen zweimal in die nächsthöhere Liga auf. Danach trainierte sie mehrere Jahre verschiedene Jugendmannschaften in Spanien, ehe sie 2014 die Katarische Fußballnationalmannschaft der Frauen betreute. Seitdem ist sie als Frauenfußball-Europarepräsentantin und Scout für den türkischen Fußballverband tätig.